# Batalla de la província de Yan
La batalla de la província de Yan va ser una batalla pel control de la regió entre les forces de Cao Cao i Lu Bu durant el preludi del període dels Tres Regnes 194 CE, que va durar almenys un màxim de cent dies. La batalla va resultar inconclusa, per la qual cosa cap de les parts va sortir victoriosa.

## Batalla
Si més no durant cent dies, els dos estaven en un punt mort amb l'exèrcit de Cao Cao en l'extrem desfavorable. Lu Bu va haver de renunciar a la seva posició a causa d'un brot de fam. Revoltant-se contra Cao Cao, Zhang Miao i Chen Gong lliuraren Yanzhou a Lü Bu. Després d'assabentar-se de la revolta, Cao Cao va assetjar a Lü Bu a Juye en el Castell Puyang. Xun Yu i Cheng Yu van defensar les ciutats de Juancheng, Fan i Dong'a, però això deixa només dos comtats amb sòlides defenses, per tant, Cao Cao va conduir al seu exèrcit de tornada. Lü Bu va arribar, no podia prendre Juancheng assetjant-lo per la qual cosa es va dirigir a l'oest i se va aquarterar a Puyang. Lü Bu va estacionar de nou les seves forces estacionades a l'est a Shanyang.
En la batalla, Lu Bu utilitzà la seva cavalleria en el primer xoc d'armes, la càrrega contra l'Exèrcit de Qingzhou. L'exèrcit de Qingzhou va fugir terroritzat i les formacions de Cao Cao n'estaven en complet desordre, i Cao Cao, veient la confusió, ràpidament anà al galop cap avant quan es va produir un incendi, i va caure del seu cavall, cremant-se el palmell de la mà esquerra. Abans d'arribar al campament, l'exèrcit es va aturar. La majoria dels generals no havien vist a Cao Cao i temien per la seva seguretat. Cao Cao aleshores es va esforçar per arengar als seus oficials, ordenant-los que les armes de setge foren preparades de seguida de manera que Lü Bu pogués ser assetjat novament. Zhang Miao va seguir a Lü Bu i deixà a Zhang Chao per establir la família a Yongqiu. Cao Cao trigà diversos mesos en assetjar el lloc i a l'aconseguir-ho va matar a Zhang Chao i a tota la seva família. Zhang Miao llavors va suplicar l'ajuda de Yuan Shu, però aquest se la va negar i va ser assassinat pels seus soldats. En aquest moment, hi va haver una plaga de llagostes i els plebeus hi eren extremadament famolencs; tant que els civils no van tenir més remei que recórrer al canibalisme per no morir-se de fam. Lü Bu també havia esgotat totes les seves provisions, les dels cavall, i els subministraments de cereals, així que les dues parts es van veure obligades a retirar-se.

Cao Cao havia envoltat Puyang, on la distingida família Tian havia canviat de bàndol, obtenint així Cao Cao l'entrada a la ciutat. A l'entrar-hi li va calar foc a la porta oriental, el qual demostrava que no tenia intenció de fer marxa enrere; tot i això va ser atacat i el seu exèrcit va ser derrotat. Alguns dels soldats de cavalleria de Lü Bu havien capturat a Cao Cao, però no eren conscients que era ell. Amb això la cavalleria de Lü Bu va alliberar a Cao Cao i començaren a perseguir a un home en un cavall groc. El foc de la porta cremava, no obstant això Cao Cao es va afanyar a través d'ella i va escapar.
Passats dos anys, Cao Cao va ser capaç de recuperar totes les ciutats i derrotar a Lü Bu a Juye. Lü Bu després va fugir a l'est cap a Liu Bei. Aquesta batalla va conduir a la batalla de Xiapi.